# Next Generation ATP Finals 2017
De Next Generation ATP Finals 2017 was de eerste editie van het gelijknamige tennistoernooi en vond plaats van 7 tot en met 11 november. Het toernooi werd gespeeld op de terreinen van de Fiera Milano in Milaan.

## Deelnemers en prijzengeld

### Deelnemers
De zeven geplaatste spelers en de Italiaanse wildcard:
| Nr.   | Speler           | Resultaat     |
| ----- | ---------------- | ------------- |
| 1.    | Andrej Roebljov  | runner-up     |
| 2.    | Karen Chatsjanov | groepsfase    |
| 3.    | Denis Shapovalov | groepsfase    |
| 4.    | Borna Ćorić      | vierde plaats |
| 5.    | Jared Donaldson  | groepsfase    |
| 6.    | Chung Hyeon      | winnaar       |
| 7.    | Daniil Medvedev  | derde plaats  |
| 8/WC. | Gianluigi Quinzi | groepsfase    |

### Prijzengeld
| Resultaat                      | Prijzengeld |
| ------------------------------ | ----------- |
| winnaar zonder nederlaag       | $ 390.000   |
| bonus winnaar zonder nederlaag | $ 25.000    |
| winnaar                        | $ 225.000   |
| finale                         | $ 125.000   |
| derde plaats                   | $ 75.000    |
| vierde plaats                  | $ 50.000    |
| groepsfase (per overwinning)   | $ 30.000    |
| deelnemers                     | $ 50.000    |
| vervangers                     | $ 15.000    |

De Duitser Alexander Zverev was eveneens gekwalificeerd, maar liet verstek gaan voor het toernooi wegens deelname aan de ATP Finals.

## Toernooischema
| Legenda | Legenda                  |
| ------- | ------------------------ |
| Q       | Qualifier                |
| WC      | Deelname via wildcard    |
| LL      | Lucky Loser              |
| r       | Opgave / trok zich terug |
| w/o     | Walk-over                |
| Alt     | Alternate                |
| SE      | Special Exempt           |
| PR      | Protected Ranking        |
| d       | Diskwalificatie          |

### Groepsfase

#### Groep A
|                  |                  | score                            |
| ---------------- | ---------------- | -------------------------------- |
| Chung Hyeon      | Denis Shapovalov | 1-4, 4-3(5), 4-3(4), 4-1         |
| Andrej Roebljov  | Gianluigi Quinzi | 1-4, 4-0, 4-3(3), 0-4, 4-3(3)    |
| Chung Hyeon      | Andrej Roebljov  | 4-0, 4-1, 4-3(1)                 |
| Denis Shapovalov | Gianluigi Quinzi | 4-1, 4-1, 3-4(5), 4-3(5)         |
| Chung Hyeon      | Gianluigi Quinzi | 1-4, 4-1, 4-2, 3-4(6), 4-3(3)    |
| Andrej Roebljov  | Denis Shapovalov | 4-1, 3-4(8), 4-3(2), 0-4, 4-3(3) |

| Nr. | Speler           | Wedstrijd w-v | Sets w-v | Games w-v |
| --- | ---------------- | ------------- | -------- | --------- |
| 1   | Chung Hyeon      | 3-0           | 9-3      | 41-29     |
| 2   | Andrej Roebljov  | 2-1           | 6-7      | 32-41     |
| 3   | Denis Shapovalov | 1-2           | 6-7      | 41-37     |
| 4   | Gianluigi Quinzi | 0-3           | 5-9      | 37-44     |

#### Groep B
|                  |                  | score                      |
| ---------------- | ---------------- | -------------------------- |
| Daniil Medvedev  | Karen Chatsjanov | 2-4, 4-3(6), 4-3(3), 4-2   |
| Borna Ćorić      | Jared Donaldson  | 4-3(2), 4-1, 4-3(5)        |
| Karen Chatsjanov | Jared Donaldson  | 4-1, 4-3(3), 4-2           |
| Borna Ćorić      | Daniil Medvedev  | 4-3(5), 2-4, 4-1, 4-2      |
| Daniil Medvedev  | Jared Donaldson  | 3-4(3), 4-2, 4-3(1), 4-0   |
| Borna Ćorić      | Karen Chatsjanov | 3-4(3), 2-4, 4-2, 4-0, 4-2 |

| Nr. | Speler           | Wedstrijd w-v | Sets w-v | Games w-v |
| --- | ---------------- | ------------- | -------- | --------- |
| 1   | Borna Ćorić      | 3-0           | 9-3      | 43-29     |
| 2   | Daniil Medvedev  | 2-1           | 7-5      | 39-35     |
| 3   | Karen Chatsjanov | 1-2           | 6-6      | 36-37     |
| 4   | Jared Donaldson  | 0-3           | 1-9      | 22-39     |

### Eindfase
|  | Halve finale | Halve finale    | Halve finale    | Halve finale | Halve finale | Halve finale | Halve finale |             |   | Finale          | Finale       | Finale       | Finale       | Finale       | Finale       | Finale       |
|  |              |                 |                 |              |              |              |              |             |   |                 |              |              |              |              |              |              |
|  | 6            | Chung Hyeon     | 4               | 4            | 34           | 1            | 4            |             |   |                 |              |              |              |              |              |              |
|  | 7            | Daniil Medvedev | 1               | 1            | 4            | 4            | 0            |             |   |                 |              |              |              |              |              |              |
|  | 7            | Daniil Medvedev | 1               | 1            | 4            | 4            | 0            |             | 6 | Chung Hyeon     | 35           | 4            | 4            | 4            |              |              |
|  |              |                 |                 |              |              |              |              |             | 6 | Chung Hyeon     | 35           | 4            | 4            | 4            |              |              |
|  |              | 1               | Andrej Roebljov | 4            | 32           | 2            | 2            |             |   |                 |              |              |              |              |              |              |
|  | 4            | 1               | Andrej Roebljov | 4            | 32           | 2            | 2            | Borna Ćorić | 1 | 36              | 1            |              |              |              |              |              |
|  | 4            |                 |                 |              |              |              |              | Borna Ćorić | 1 | 36              | 1            |              |              |              |              |              |
|  | 1            | Andrej Roebljov | 4               | 4            | 4            |              |              |             |   | Derde plaats    | Derde plaats | Derde plaats | Derde plaats | Derde plaats | Derde plaats | Derde plaats |
|  |              |                 |                 |              |              |              |              |             | 7 | Daniil Medvedev | w/o          |              |              |              |              |              |
|  |              |                 |                 |              |              |              |              |             |   | 4               | Borna Ćorić  |              |              |              |              |              |

2017 · 2018 · 2019 · 2020 · 2021 · 2022 · 2023 · 2024
Grand Slam: Australian Open (m-md) · Roland Garros (m-md) · Wimbledon (m-md) · US Open (m-md)
Landenteams: Davis Cup · Hopman Cup